# Strada statale 269 del Faito
La ex strada statale 269 del Faito (SS 269), ora strada provinciale ex SS 269 del Faito (SP ex SS 269), è una strada provinciale italiana della città metropolitana di Napoli che collega la costa tirrenica con la località turistica del monte Faito.

## Percorso
Il tracciato ha inizio nel centro abitato di Vico Equense dove si distacca dal tratto ormai dismesso della strada statale 145 Sorrentina. La strada si spinge nell'entroterra per risalire i monti Lattari, passando per le frazioni di Massaquano e Moiano. Il suo percorso si arresta nei pressi del monte Faito dove sono presenti delle strutture ricettive.
La strada si trova tutta nel territorio comunale di Vico Equense.
In seguito al decreto legislativo n. 112 del 1998, dal 17 ottobre 2001 la gestione è passata dall'ANAS alla Regione Campania, che nella stessa data ha ulteriormente devoluto le competenze alla ex Provincia di Napoli, dismessa nel 2015.